# Leobutu
Leobutu ist eine osttimoresische Siedlung im Suco Nuno-Mogue (Verwaltungsamt Hato-Udo, Gemeinde Ainaro).
Das Dorf liegt im Aldeia Lebulau, auf einer Meereshöhe von 948 m. Die Siedlung gruppiert sich entlang des südlichen Teils der Überlandstraße von Ainaro nach Dili, die den Süden der Aldeia durchquert. Nördlich von Leobutu befindet sich das Dorf Lebulau, südlich das Dorf Nuno-Mogue-Lau.